# Vaudry
Vaudry är en kommun i departementet Calvados i regionen Normandie i norra Frankrike. Kommunen ligger i kantonen Vire som ligger i arrondissementet Vire. År 2018 hade Vaudry 1 465 invånare.

## Befolkningsutveckling
Antalet invånare i kommunen Vaudry
Referens:INSEE